# Crkva sv. Jurja u Straževniku
Crkva sv. Jurja nalazi se u napuštenom selu Straževnik kod Pražnice, općina Pučišća, otok Brač.

## Opis
Jednobrodna građevina s polukružnom apsidom presvođena je bačvastim svodom s pojasnicama i slijepim nišama na bočnim zidovima. 
Vrata sa slomljenim lukom ukrašena su akantom, ornamentom u obliku stiliziranog akantova lista. Iznad pročelja je zidana preslica, jedna od najstarijih u Dalmaciji.

## Povijest
Crkva sv. Jurja u Straževniku spominje se prvi put u ispravi iz 1111.. 

## Zaštita
Pod oznakom Z-4779 zavedena je kao nepokretno kulturno dobro - pojedinačno, pravna statusa zaštićena kulturnog dobra, klasificirano kao "sakralna graditeljska baština".

## Vanjske poveznice
|  | Zajednički poslužitelj ima još gradiva o temi Crkva sv. Jurja u Straževniku |

- Pražnica Općina Pučišća